# Journal of Indo-European Studies
Das Journal of Indo-European Studies (JIES) ist eine amerikanische internationale und interdisziplinäre wissenschaftliche Zeitschrift der Indogermanistik.

## Geschichte und Profil
Die Zeitschrift wurde 1973 durch den britischen Anthropologen Roger Pearson und durch Marija Gimbutas gegründet, langjähriger Herausgeber war der Philologe Edgar C. Polomé. Das Journal veröffentlicht im Peer-Review Beiträge und Rezensionen zu den Disziplinen der Anthropologie, Sprachwissenschaft (Linguistik), der Religionswissenschaft und Mythologie sowie zur allgemeinen Kulturgeschichte der indogermanischen Sprachvölker. Die Zeitschrift erscheint in vier Ausgaben pro Jahrgang. Der aktuelle hauptverantwortliche Herausgeber ist der britische Archäologe James Patrick Mallory von der Universität Belfast für das Institute for the Study of Man in Washington, D.C. in Verbindung mit der University of Southern Mississippi.
Neben der regulären Herausgabe erscheint unregelmäßig eine monographische Reihe, die Journal of Indo-European Studies. Monograph Series. In dieser Reihe werden Festschriften und separate Abhandlungen zu Einzelthemen des üblichen Spektrums veröffentlicht. Seit 2006 wird ein Online-Volltext-Archiv für institutionelle Abonnenten auf der Website der Zeitschrift angeboten.
Der Gründer Roger Pearson ist ein bekannter Politiker der äußersten Rechten und tendierte dezidiert in seinem Werk deutlich zu faschistoiden Ideologemen wie der Eugenik, Rassentrennung und eines europäischen „Pan-Germanismus“. Pearsons weitere Herausgebertätigkeiten wie der Zeitschrift The Mankind Quarterly und der Gründung der Northern League und des Institute for the Study of Man stehen bzw. standen anfänglich in diesen Kontext ideologischer Tendenzen. Das Journal of Indo-European Studies ist heute die einzige Herausgabe des Institute for the Study of Man.